# Златна бућка Ђердапа
Златна бућка Ђердапа је традиционална риболовно-спортска привредно-туристичко манифестација, која се од 1984. године, одржава сваког августа на Дунаву, у Текији у Ђердапској клисури.
Главни део програма чини такмичење у улову сома бућком. Пратећи програм чине такмичења у пецању за децу, кување рибље чорбе, изложбе фотографија, дечји карневал, спортска такмичења, музички концерти...
Организатор манифестације је Туристичка организација општине Кладово.